# Grünes Tor (Kneiphof)

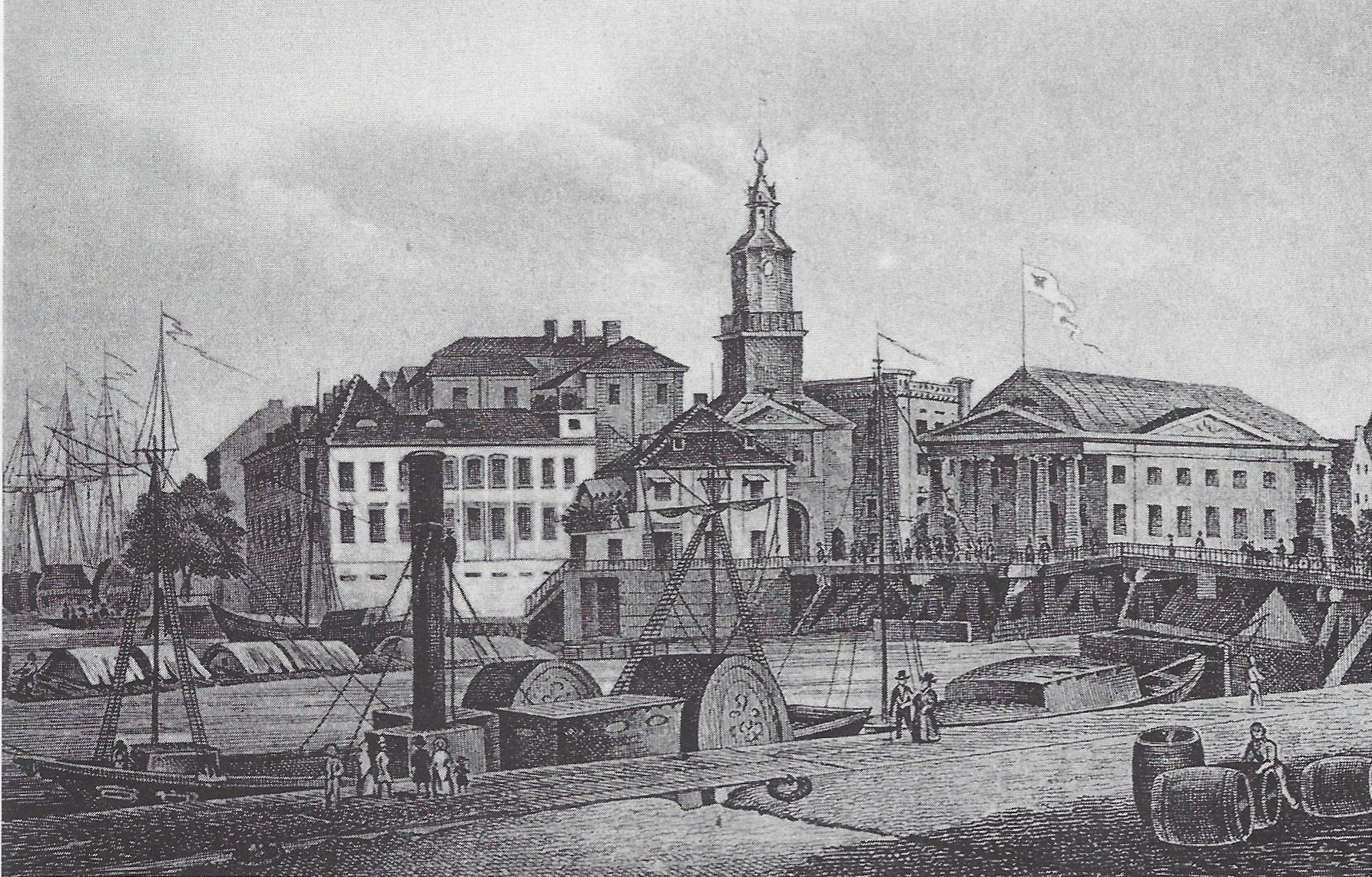
Grüne Brücke, Grünes Tor und alte Börse

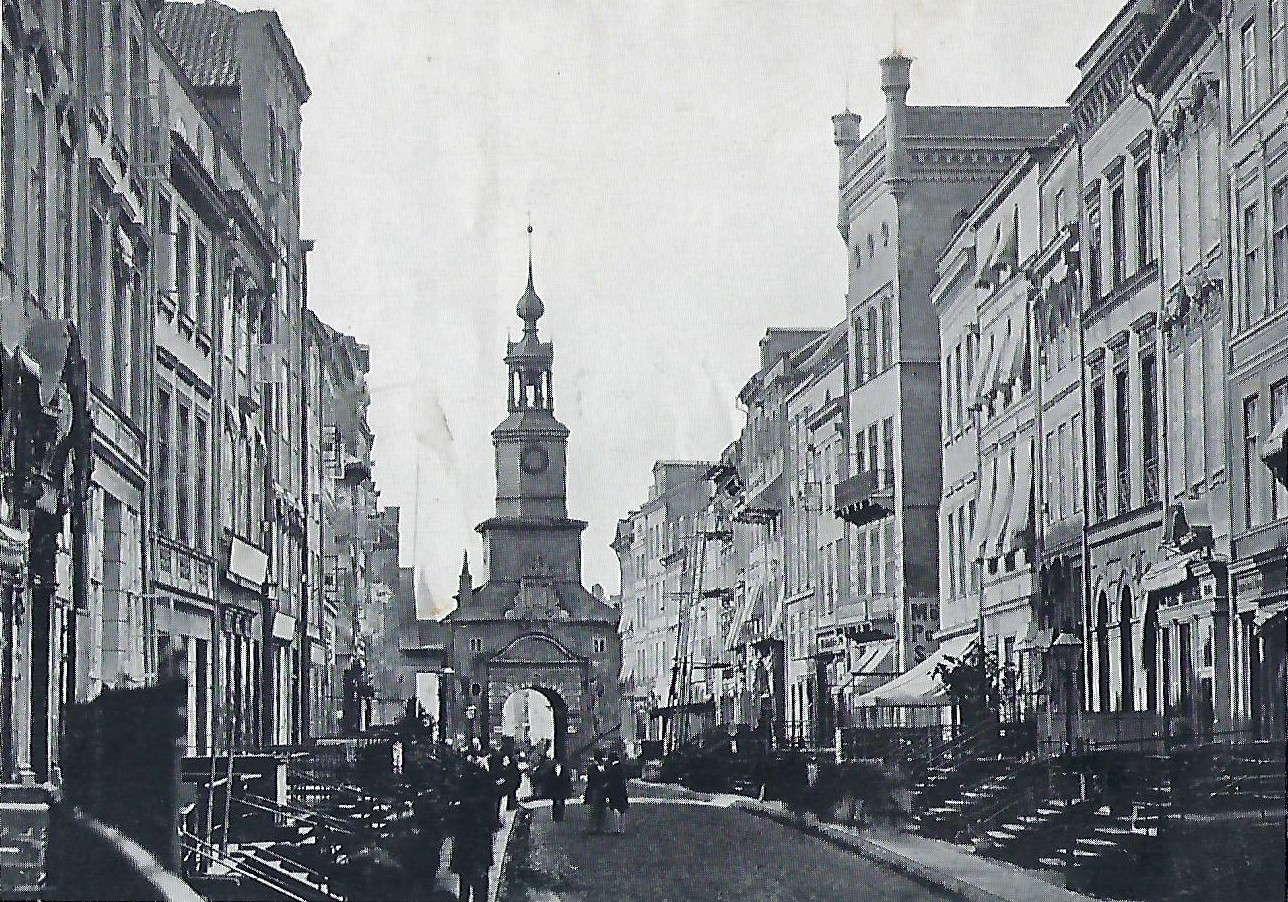
Kneiphöfische Langgasse und Grünes Tor (1864)

Das Grüne Tor in Königsberg war ein Stadttor in Königsberg i. Pr. Es bildete den südlichen Zugang zur Kneiphöfischen Langgasse in Kneiphof.

## Bau
Im Volksmund seit langem in Gebrauch, findet sich der Name Grünes Tor erstmals 1764 bei Hartknoch. Das Langgasser Tor – schon 1322 erwähnt – war nur ein einfacher Bau, der 1592 durch den „wunderschönen Renaissancebau des Meisters Wilhelm“ ersetzt wurde. Er hatte einen hohen, im oberen Teil achteckigen Glockenturm. Wilhelm selbst montierte den Turmknopf und die Wetterfahne. Der mit Inschriften versehene Turm wurde später mit Uhr, Kneiphöfischem Wappen, Preußischem Adler und Figuren geschmückt. Vom Grünen Tor führte ein gewölbter Gang zum runden Turm an der Großen Fähre, der 1885 verfüllt wurde. Im Grünen Tor wie in den anderen Stadttoren hausten die Königsberger Stadtmusikanten, die um 10:00 Uhr musizierten.
1851 musste der Boden des Tores zwei Fuß tief aufgegraben werden, um den Transport des Reiterstandbilds König Friedrich Wilhelms III. zu ermöglichen. Schließlich musste das Tor dem wachsenden Verkehr weichen, weil man es nicht umgehen konnte. Obwohl Künstler und der Landeskonservator Ferdinand von Quast protestierten, wurde das Tor 1864 abgebrochen.

## Grüne Brücke
Die Grüne Brücke über den alten Pregel zum Grünen Tor – auch Langgasser Brücke genannt – wurde 1322 gebaut. Sie brannte 1582 ab. Der Neubau von 1590 konnte im Handbetrieb hochgekurbelt werden. Er bestand bis 1907.